# Araliowce
Araliowce (Araliales Reveal) – rząd roślin z klasy Rosopsida wyróżniany m.in. w latach 90. XX wieku w systemie Reveala. W późniejszych systemach APG należące tu rodziny włączone zostały do rzędu selerowców.

## Charakterystyka
LiścieSkrętoległe, podzielone blaszki.
KwiatyDrobne, zazwyczaj pięciokrotne, promieniste, zebrane w baldach. Kielich zredukowany, słupek dolny (zbudowany z dwóch owocolistków).
OwoceZazwyczaj rozłupnia, rzadziej pestkowiec lub jagoda.

## Systematyka
Podział na rodziny według Takhtajana (1997) i Reveala (1993–1999).
- araliowate (Araliaceae Juss.)
- selerowate, baldaszkowate (Apiaceae Lindl.)
- wąkrotowate (Hydrocotylaceae (Link) N.Hyl.)